# Ilinka
Ilinka (mazedonisch, serbisch: Илинка) ist ein Vorname.

## Herkunft und Bedeutung
Der Name wird vor allem im Kroatischen, Serbischen und Mazedonischen verwendet und ist eine weibliche Form von Ilija. Eine weitere mazedonische Variante ist Ilina.
In anderen Sprachen lautet der Name etwa Iliana, Ilina, Iliyana (bulgarisch), Iliana (griechisch) und Elija (litauisch).

## Bekannte Namensträgerinnen
- Ilinka Mitreva (1950–2022), mazedonische Politikerin